# ويليام إم. جينينغز
ويليام إم. جينينغز (بالإنجليزية: William M. Jennings)‏ هو محامي أمريكي، ولد في 14 ديسمبر 1920 في نيويورك في الولايات المتحدة، وتوفي في 17 أغسطس 1981 في Byram, Connecticut ‏ في الولايات المتحدة.